# Hypospadi
Hypospadi är ett medfött tillstånd som innebär att urinröret mynnar på undersidan av penis eller i slidan. I vissa allvarligare fall kan urinröret ligga helt utanför penis och mynna i pungen. Obehandlad kan hypospadi, beroende på , att penis blir krökt och det kan göra att det blir svårt för patienten att genomföra samlag i vuxen ålder.
En på trehundra pojkar föds med hypospadi, och det är en av de vanligaste missbildningarna hos pojkar.
Hypospadi behandlas genom plastikkirurgisk operation under förskoleåldern. Behandlingen startar så tidigt som möjligt för att genom så kallad Z-plastik successivt förlänga urinröret med mynningen normalt placerad på ollonet. Målsättningen är att tills pojken börjar skolan i 6-7-årsåldern ha uppnått fullgott resultat, så att han kan stå och kissa likt de andra pojkarna. Vanligen är operationsresultatet gott. Alla pojkarna med denna åkomma kontrolleras inför och under puberteten, för att tidigt upptäcka och åtgärda strikturbildningar (förhårdnader i operationsärret) i urinröret. Detta för att undvika en så stark krökning av penis i erigerat tillstånd att samlag omöjliggörs när pojken blivit vuxen man.
Dessa operationer utförs helt inom den avgiftsfria offentliga barnsjukvården på regionsjukhusen i Sverige. Ingreppen utförs under fullnarkos.
Om urinröret mynar ut på ovansidan av penis kallas det epispadi.

Kvinnlig hypospadi går ofta odiagnostiserad då tillståndet inte är lika utrett som manlig hypospadi.

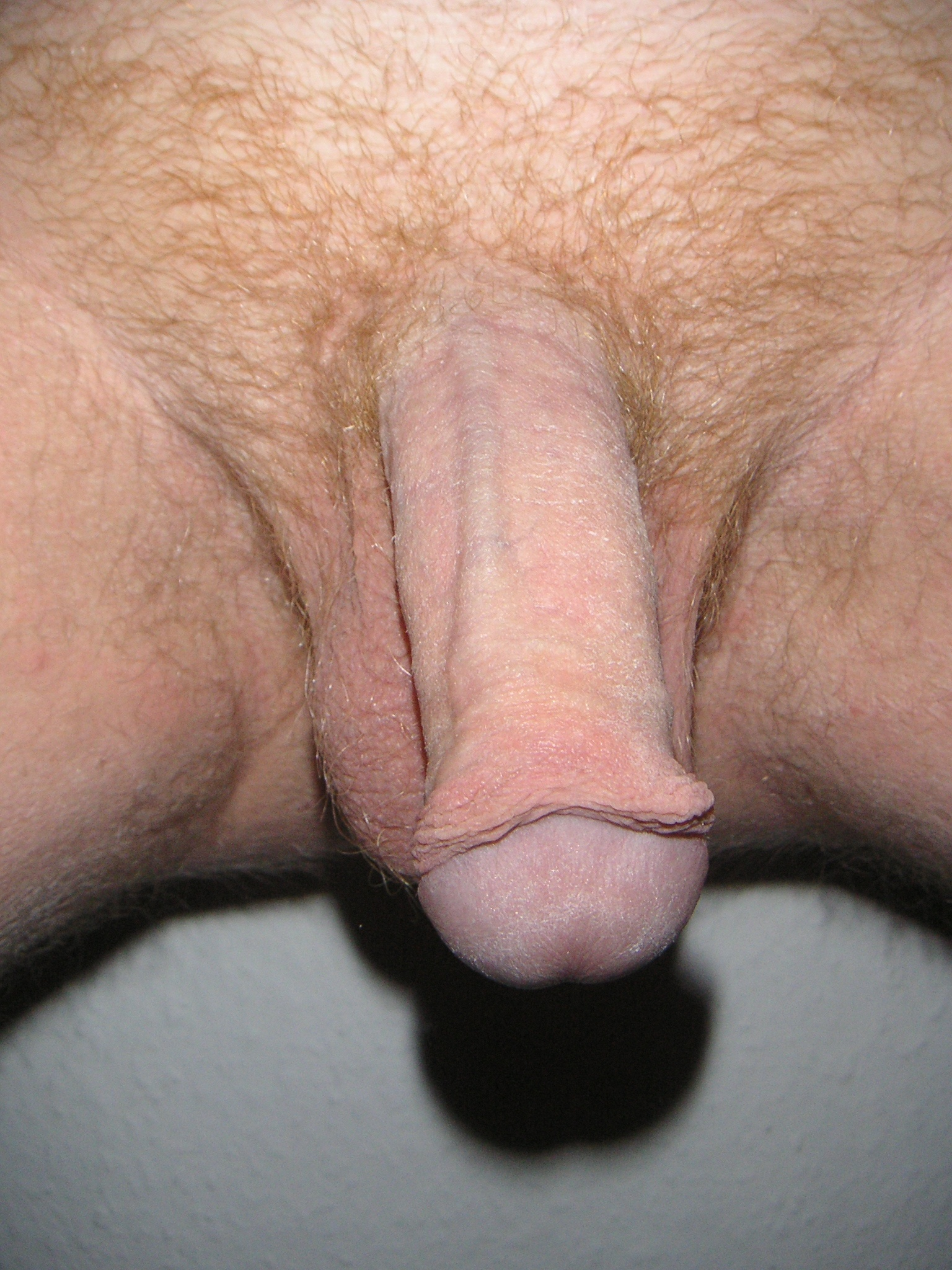
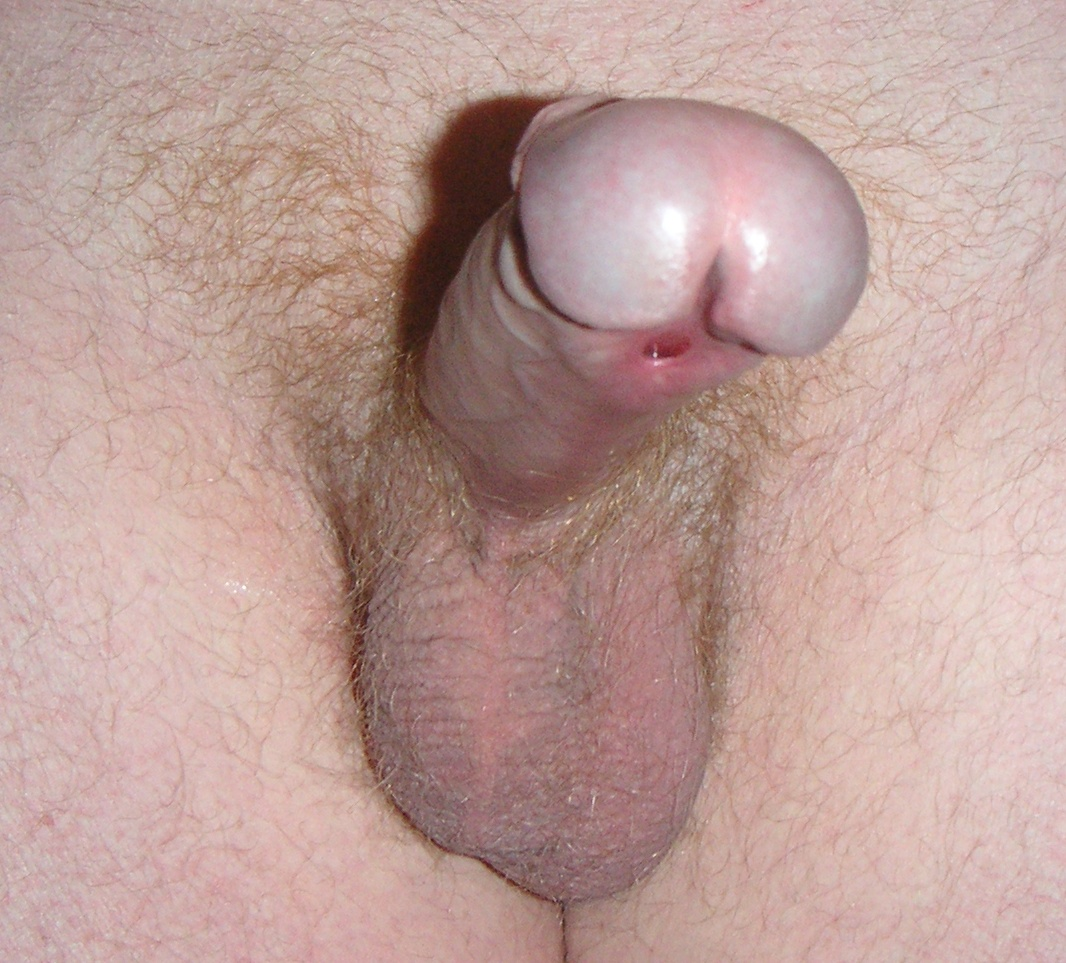
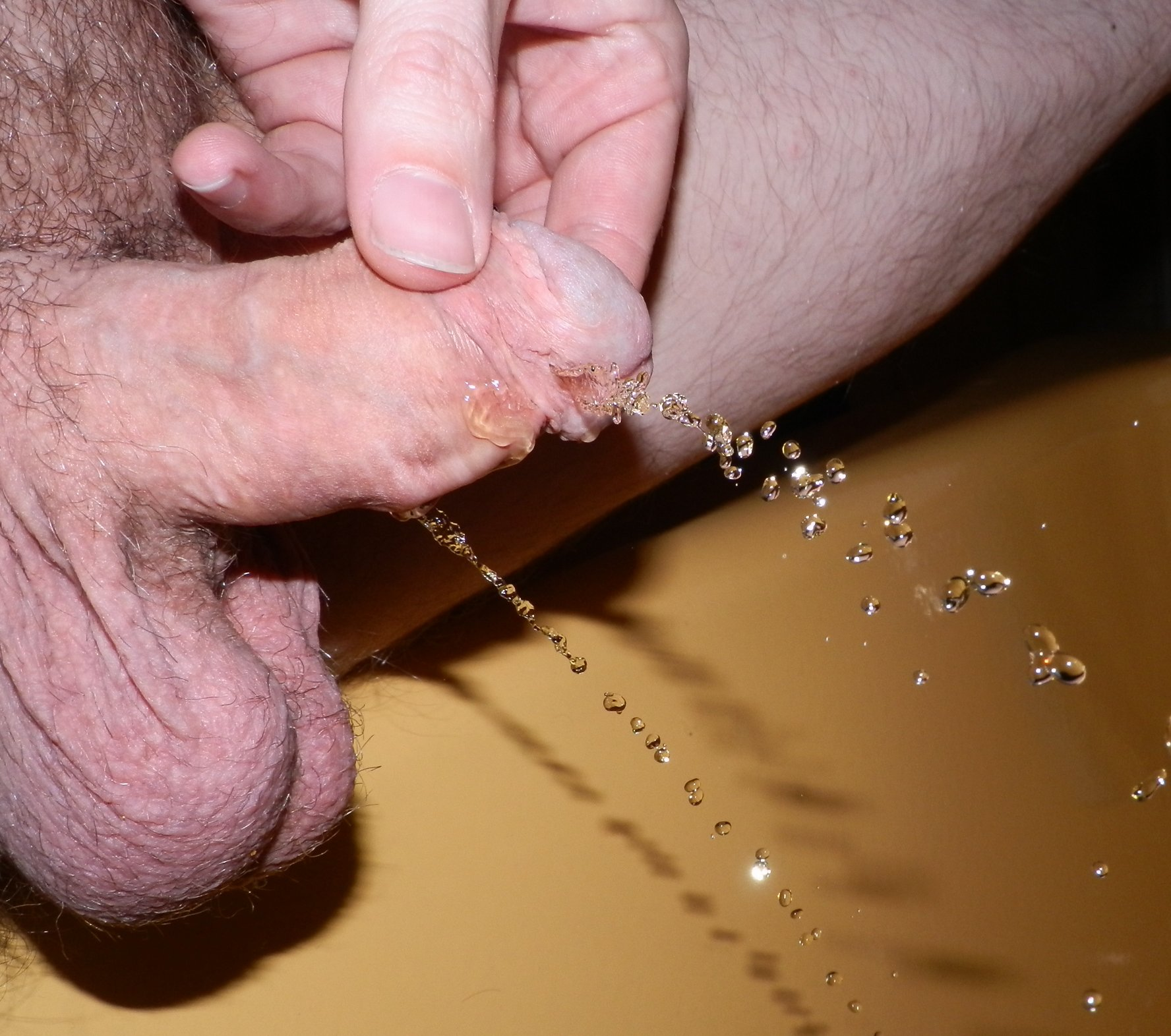